# Liste der Monuments historiques in Foncegrive
Die Liste der Monuments historiques in Foncegrive führt die Monuments historiques in der französischen Gemeinde Foncegrive auf.

## Liste der Objekte
| Bezeichnung | Beschreibung          | Standort                     | Kennzeichnung | Schutzstatus | Datum | Bild |
| ----------- | --------------------- | ---------------------------- | ------------- | ------------ | ----- | ---- |
| Glocke      | Bronze, 1728 gegossen | in der Kirche St-Remi (Lage) | PM21001241    | Classé       | 1943  |      |